# مقاطعة ألباين (كاليفورنيا)
مقاطعة ألباين (بالإنجليزية: Alpine County)‏ هي إحدى مقاطعات ولاية كاليفورنيا في الولايات المتحدة الأمريكية مقاطعة Alpine هي واحدة من المقاطعات المتميزة في ولاية كاليفورنيا، وتعتبر من أصغر المقاطعات في الولاية من حيث عدد السكان. تقع في شرق ولاية كاليفورنيا، بالقرب من الحدود مع ولاية نيفادا، وتتميز بتضاريسها الجبلية الساحرة التي تجعلها وجهة مثالية لمحبي الطبيعة والمغامرات الخارجية.
تأسست مقاطعة Alpine في 16 يناير 1864، وتغطي مساحة تُعَدّ جزءًا من سلسلة جبال Sierra Nevada. تشتهر المقاطعة بمناظرها الطبيعية الرائعة، بما في ذلك الجبال الشاهقة، والوديان العميقة، والبحيرات الجبلية. تقدم هذه المناظر الطبيعية فرصًا متنوعة للأنشطة في الهواء الطلق مثل التزلج على الجليد، والتخييم، والمشي لمسافات طويلة، مما يجعلها مقصداً محبوباً للزوار طوال العام.
يُعتمد اقتصاد مقاطعة Alpine بشكل رئيسي على السياحة، حيث يجذب جمالها الطبيعي الزوار من مختلف الأماكن. تعد الأنشطة الشتوية مثل التزلج أحد المصادر الرئيسية للإيرادات، في حين توفر الطبيعة الخلابة فرصاً ممتازة للأنشطة الصيفية مثل الصيد، وركوب الدراجات الجبلية، واستكشاف المسارات الطبيعية.
تتميز المقاطعة بمجتمع صغير ومترابط، حيث يساهم السكان في الحفاظ على البيئة الطبيعية وتعزيز الأنشطة المجتمعية. على الرغم من كثافتها السكانية المنخفضة، تركز مقاطعة Alpine على تحسين بنيتها التحتية وخدماتها العامة لدعم السياحة المستدامة والحفاظ على جمالها الطبيعي.
بفضل مناظرها الطبيعية الخلابة وتنوع أنشطتها الخارجية، تظل مقاطعة Alpine وجهة مميزة تجمع بين الطابع الريفي والتجارب الطبيعية الرائعة، مما يجعلها ملاذاً هادئاً وممتعاً للزوار والسكان على حد سواء.